# Sicya sistenda
Sicya sistenda là một loài bướm đêm trong họ Geometridae.